# 卡尔蒂尼 (北部省)
卡尔蒂尼（法語：Cartignies，法語發音：[kaʁtiɲi]）是法国上法蘭西大區北部省的一个市镇，属于埃尔普河畔阿韦讷区。

## 地理
卡尔蒂尼（50°5'33"N, 3°50'45"E）面积26.41 平方千米，位于法国上法蘭西大區北部省，该省份为法国最北部的省份及最长的省份，西北濒北海，西接加来海峡省，南至埃纳省和索姆省，东与比利时接壤。
与卡尔蒂尼接壤的市镇（或旧市镇、城区）包括：丰特内尔、埃尔普河畔圣伊莱尔、桑布尔河畔博尔派尔、埃尔普河畔布洛涅、弗卢瓦永、欧略、珀蒂费。

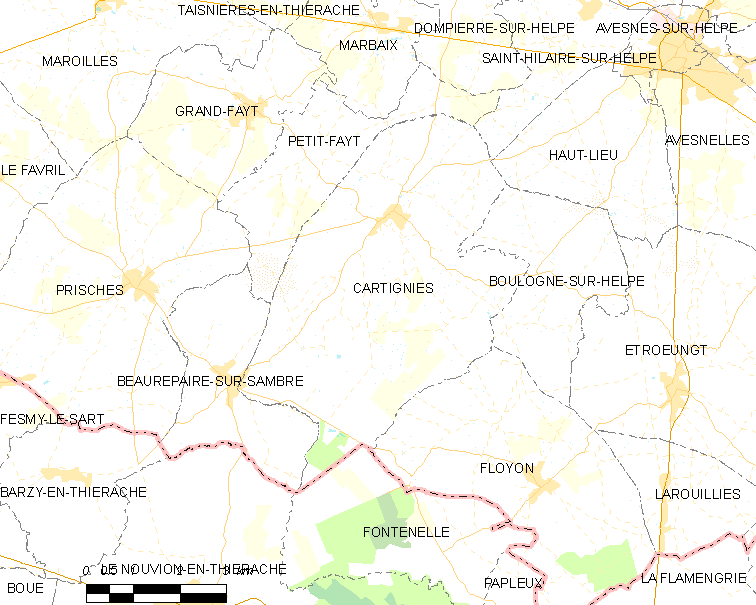
的OSM定位图

卡尔蒂尼的时区为UTC+01:00、UTC+02:00（夏令时）。

## 行政
卡尔蒂尼的邮政编码为59244，INSEE市镇编码为59134。

## 政治
卡尔蒂尼所属的省级选区为埃尔普河畔阿韦讷县。

## 人口

1962-2008年间人口变化图示

卡尔蒂尼于2022年1月1日时的人口数量为1234人。